# Campeonato Mineiro de Voleibol Feminino de 2020
O Campeonato Mineiro de Voleibol Feminino de 2020 foi a edição desta competição organizada pela Federação Mineira de Vôlei. Participarão do torneio quatro equipes provenientes de dois municípios mineiros Belo Horizonte e Uberlândia, além de duas equipes convidadas de Valinhos e Taguatinga, no período de 20 a 22 de outubro, todos os jogos realizados na Arena Praia e com transmissão por parte do serviço streaming TVNSports.

## Sistema de Disputa
O torneio será disputado em turno único, no qual todas as equipes jogam entre si, a definição do pódio será definida por meio do sistema de pontos corridos (circuito).

## Equipes Participantes
Equipes que disputam a Campeonato Mineiro de Voleibol Feminino de 2020:
| Equipe                | Cidade         | Última participação | Mineiro 2019 |
| --------------------- | -------------- | ------------------- | ------------ |
| Praia Clube           | Uberlândia     | Mineiro 2019        | 1º           |
| Country Club Valinhos | Valinhos       | Estreante           | —            |
| Minas Tênis Clube     | Belo Horizonte | Mineiro 2019        | 2º           |
| Brasília Vôlei        | Taguatinga     | Mineiro 2018        | —            |

### Classificação
- Vitória por 3 sets a 0 ou 3 a 1: 3 pontos para o vencedor;
- Vitória por 3 sets a 2: 2 pontos para o vencedor e 1 ponto para o perdedor.
- Não comparecimento, a equipe perde 2 pontos.
- Em caso de igualdade por pontos, os seguintes critérios servem como desempate: número de vitórias, média de sets e média de pontos.

|  |         |
|  | Campeão |

|     |                       |     | Jogos | Jogos | Jogos | Resultados | Resultados | Resultados | Resultados | Resultados | Resultados | Sets | Sets | Sets  | Pontos | Pontos | Pontos |
| Pos | Equipe                | Pts | T     | V     | D     | 3–0        | 3–1        | 3–2        | 2–3        | 1–3        | 0–3        | V    | P    | R     | V      | P      | R      |
| --- | --------------------- | --- | ----- | ----- | ----- | ---------- | ---------- | ---------- | ---------- | ---------- | ---------- | ---- | ---- | ----- | ------ | ------ | ------ |
| 1   | Minas Tênis Clube     | 9   | 3     | 3     | 0     | 2          | 1          | 0          | 0          | 0          | 0          | 9    | 1    | 9,000 | 251    | 194    | 1.294  |
| 2   | Praia Clube           | 6   | 3     | 2     | 1     | 2          | 0          | 0          | 0          | 1          | 0          | 7    | 3    | 2.333 | 224    | 193    | 1.161  |
| 3   | Brasília Vôlei        | 3   | 3     | 1     | 2     | 1          | 0          | 0          | 0          | 0          | 2          | 3    | 6    | 0.500 | 197    | 201    | 0.980  |
| 4   | Country Club Valinhos | 0   | 3     | 0     | 3     | 0          | 0          | 0          | 0          | 0          | 3          | 0    | 9    | 0,000 | 141    | 225    | 0.627  |

Resultados
| 20 de outubro de 2020 18:00 Relatório | Minas Tênis Clube | 3 — 0             | Brasília Vôlei | Arena Praia , Uberlândia |
| 20 de outubro de 2020 18:00 Relatório | 25 29 25          | Set 1 Set 2 Set 3 | 23 27 15       | Arena Praia , Uberlândia |

| 20 de outubro de 2020 20:00 [ Relatório] | Praia Clube | 3 — 0             | Country Club Valinhos | Arena Praia , Uberlândia |
| 20 de outubro de 2020 20:00 [ Relatório] | 25          | Set 1 Set 2 Set 3 | 13 10 16              | Arena Praia , Uberlândia |

| 21 de outubro de 2020 18:00 [ Relatório] | Country Club Valinhos | 0 — 3             | Minas Tênis Clube | Arena Praia , Uberlândia |
| 21 de outubro de 2020 18:00 [ Relatório] | 19 18                 | Set 1 Set 2 Set 3 | 25                | Arena Praia , Uberlândia |

| 21 de outubro de 2020 20:00 [ Relatório] | Praia Clube | 3 — 0             | Brasília Vôlei | Arena Praia , Uberlândia |
| 21 de outubro de 2020 20:00 [ Relatório] | 25          | Set 1 Set 2 Set 3 | 20 17          | Arena Praia , Uberlândia |

| 22 de outubro de 2020 18:00 [ Relatório] | Brasília Vôlei | 3 — 0             | Country Club Valinhos | Arena Praia , Uberlândia |
| 22 de outubro de 2020 18:00 [ Relatório] | 25             | Set 1 Set 2 Set 3 | 19 10 18              | Arena Praia , Uberlândia |

| 22 de outubro de 2020 20:00 Relatório | Praia Clube | 1 — 3                   | Minas Tênis Clube | Arena Praia , Uberlândia |
| 22 de outubro de 2020 20:00 Relatório | 25 15 12 22 | Set 1 Set 2 Set 3 Set 4 | 22 25             | Arena Praia , Uberlândia |

## Classificação final
| Classficação | Equipe                |
| ------------ | --------------------- |
| 1            | Minas Tênis Clube     |
| 2            | Praia Clube           |
| 3            | Brasília Vôlei        |
| 4            | Country Club Valinhos |

## Premiações
| Campeonato Mineiro de 2020            |
| ------------------------------------- |
| Minas Tênis Clube Campeão (7º título) |